# 전산 (연출가)
전산(1957년 10월 2일 ~ )는 대한민국의 텔레비전 드라마 연출감독이다.

## 생애
무역회사에 다니는 평범한 회사원이었으나, 1년 만에 퇴사하고 방송국에 지원하였다. 1985년 KBS 공채 11기로 입사하였고 1992년 KBS 드라마 《내일은 사랑》으로 드라마PD 데뷔하였다. 
MBC가 드라마 왕국으로 10년 넘게 군림하던 시절, KBS의 '패전처리 투수' 역할을 도맡았다. 주말연속극 《젊은이의 양지》의 폭발적인 흥행으로 스타 PD의 반열에 올랐다. 
그 후, 월화드라마 《나는 그녀가 좋다》가 실패하면서 편성본부로 발령됐으며, 2006년 11월초 김종식 국장의 사임으로, 2007년 편성본부에서 드라마본부로 돌아온 뒤, 다시 연출을 맡으며 연출 인생 제2막을 열었다.

## 학력
- 1976년 군산고등학교
- 1984년 성균관대학교 중국문학과 학사
- 2002년 중앙대학교 대학원 영화학 석사
- 2011년 중앙대학교 대학원 영화학 박사과정 수료

## 경력
- 2004년 ~ 2006년 KBS 편성본부 부실장
- 2007년 ~ 2010년 KBS TV제작본부 드라마운영팀장
- 2014년 KBS N 콘텐츠본부 센터장 (국장급)
- 2016년 팬 엔터테인먼트 드라마사업부 총괄 부사장

## 드라마

### 연출
- 1991년 KBS 드라마게임 《낯익은 함정》
- 1992년 KBS 드라마게임 《쇼팽을 좋아하세요》
- 1992년 KBS 드라마게임 《당신은 누구시길래》
- 1992년 ~ 1994년 KBS 《내일은 사랑》
- 1995년 KBS 《젊은이의 양지》
- 1996년 KBS 《신TV문학관》 슈퍼마켓에서 길을 잃다
- 1997년 KBS 《파랑새는 있다》
- 1998년 KBS 《맨발의 청춘》
- 1998년 ~ 1999년 KBS 《천사의 키스》
- 2000년 KBS 《나는 그녀가 좋다》
- 2012년 KBS 《드라마 스페셜 - 저어새, 날아가다》
- 2013년 ~ 2014년 KBS 《루비 반지》
- 2015년 KBS 《복면검사》

### 조연출
- 1985년 KBS 《별을 쫓는 야생마》
- 1986년 ~ 1991년 KBS 《TV문학관》

### 극본
- 1991년 KBS 드라마게임 《낯익은 함정》 - 필명 고종규

## 수상 경력
- 1996년 제32회 백상예술대상 TV부문 신인연출상 《젊은이의 양지》

## 참고 사항
- KBS 드라마본부 소속의 PD 윤석호, 전기상 등과 KBS 공채 동기이다.

## 같이 보기
- 표민수
- 윤석호
- 전기상